# Dascyllus melanurus
Dascyllus melanurus — вид риб родини помацентрові. Водиться в західній частині тихого океану. Іноді утримується в акваріумах.

## Опис
Представники виду поширені в малайському архіпелазі, західних каролінських островах і на півночі великого бар'єрного рифу. Живуть на глибині 10 метрів, поміж ізольованих коралових мисів біля берегів. Територіальні та агресивні, особливо в старшому віці. Виростають до 8-10 см. Всеїдні, живляться риб'ячою ікрою, личинками ракоподібних, водоростями, остракодами, бокоплавами, веслоногими раками і покривниками. По три вертикальні чорні і білі смуги забарвлюють тіло риби, четверта чорна смуга розташована на кінці хвоста.